# Митология на Изгубени
Сериалът „Изгубени“ включва редица мистериозни елементи, които са преписвани на научната фантастика или свръхестественото, обикновено включващи съвпадения, синхроничност, дежавю, времеви и пространствени аномалии, парадокси, и други озадачаващи феномени. Създателите на сериала се отнасят към тях като част от митологията поредицата.

## Островът
Като главно място на развитието на действието, островът е известен с редица необикновени свойства. Местоположението му се променя с времето и не може да бъде достигнато по обикновен начин. Островът е обграден от вид бариера, в която нормалното преминаване на времето не важи. Електромагнетичните феномени са често срещано явление и изглежда, че придават необикновени лечебни свойства на обитателите си.

## Герои

### Инициатива Дарма
Главна статия: Инициатива Дарма
От 70-те до 90-те години група, позната като Инициативата Дарма, работи чрез многобройни станции, разпръснати из Острова, изучавайки неговите уникални свойства. Те влизат в конфликт с Другите, познати за тях като Враждебните. Двете групи формират колебливо примирие със строги териториални граници за всяка от тях.

### Другите
Главна статия: Другите
Другите са група от обитатели, живеещи на острова от неизвестен период от време. Знае се, че са там отпреди появата на Инициативата Дарма, изследването на американската армия и катастрофата на полет 815.

### Засичания на герои
Преди пристигането си на острова, много от героите пресичат пътищата си, често без да знаят и да влияят на живота на другия. Тези разминавания са показвани чрез проблясъци в миналото и обикновено са очевидни само за зрителлите.

## Сюжет

### Числата
Числата 4, 8, 15, 16, 23 и 42 се появяват в сериала, както в същата последователност, така и индивидуално. Общият им сбор е 108, което е друго често срещано число в сериала. Например, Океанската шесторка напуска острова след 108 дни. Също така, бутонът в люка трябва да бъде натискан на всеки 108 минути.
Числата са представени за пръв път в епизода Numbers от първи сезон. Те са избрани от Линдълоф, Ейбрамс и Дейвид Фюри, който е един от сценаристите на епизода.